# Естадіо Кускатлан
«Монументаль Естадіо Кускатлан» Стадіон Кускатлан - це футбольний стадіон, розташований у місті Сан-Сальвадор, Сальвадор. Він був відкритий у 1976 році. Він може вмістити 53 400 глядачів, що робить його стадіоном з найбільшою потужністю для вболівальників у Центральній Америці та Карибському басейні. Стадіон постійно проходить ремонт, серед яких можна зазначити зміни 1997, 2007, 2008, 2015 років із зміною кольорів, що натякають на прапор країни (синьо-білий) та найсвіжіший у 2020 році з встановленням нового світлодіодного дисплея площею 4 к 100 м², також встановлення 54 нових галогенідних світильників металів галогеном 1500 Вт потужністю 1000 лк та автоматизовану систему зрошення.